# Булеленг

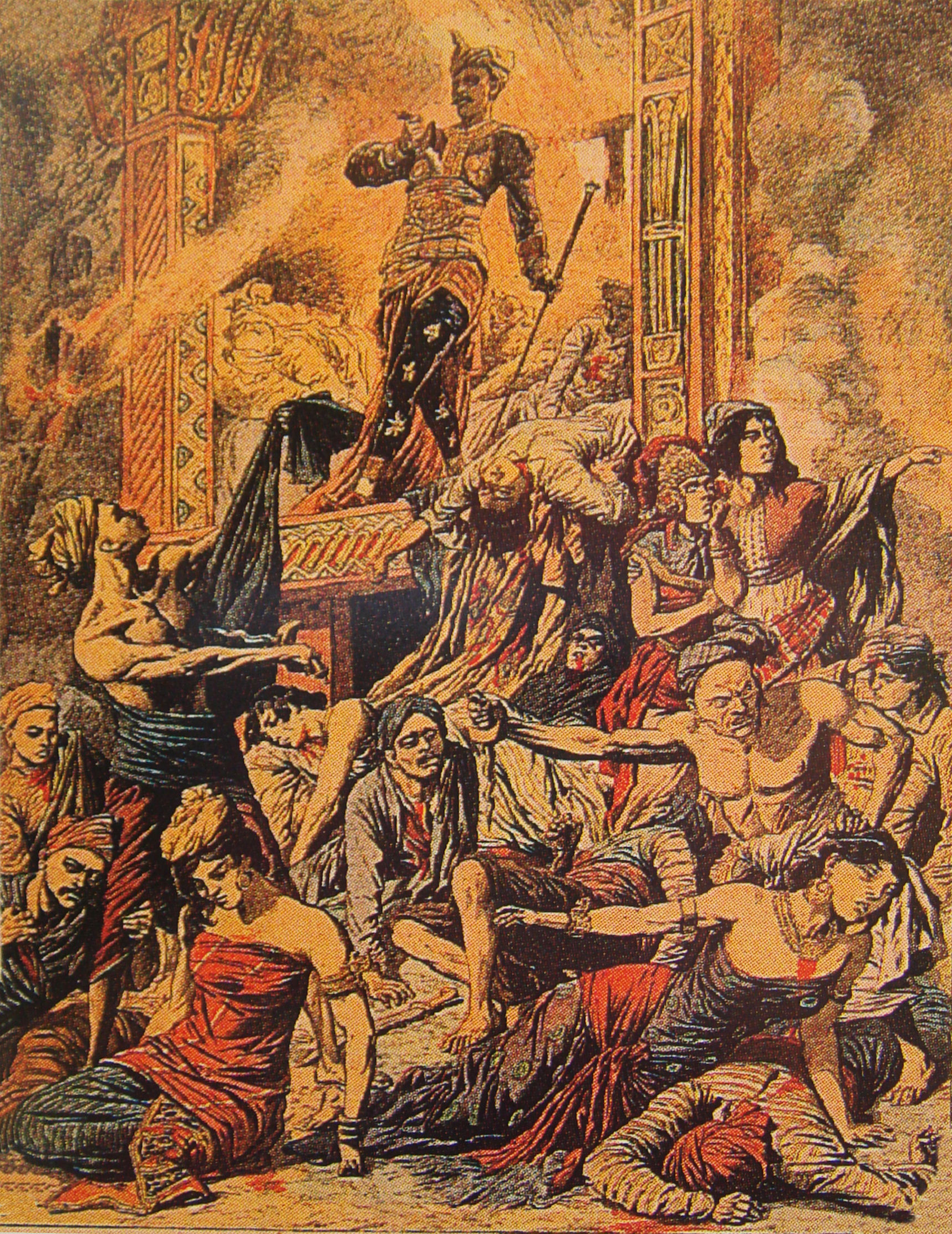
Правитель Булеленга и 400 его приближённых совершают пупутан

Булеле́нг — государство на Бали в середине 17 века — 1849 год.
Первым правителем государства был И Густи Нгурах Панджи Сакти, который объединил под своим началом всю северную часть Бали и даже распространил свою власть на территорию Восточной Явы.
Однако после его смерти в 1704 году центральная власть ослабела из-за борьбы его наследников за трон. В 1732 году оно было захвачено государством Менгви.
Став снова независимым в 1752, оно в 1780 попало под власть государства Карангасем.
В 1846 и 1848 подверглось нападению со стороны голландцев, которые в 1849 разгромили столицу и присоединили Булеленг к своим колониальным владениям. Правитель Булеленга Густи Нгурах Карангасем и 400 его приближённых предпочли покончить жизнь самоубийством, совершив пупутан (пронзив себя крисом), чем сдаться колонизаторам.
История Булеленга изложена в династийной хронике «Бабад Булеленг», написанной на древнеяванском языке. Научное издание памятника осуществил П. Дж. Уорсли (1972).